# Auguste Pellerin

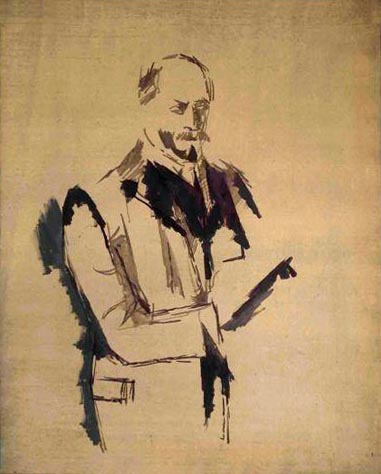
Paul Cézanne:
Porträt Auguste Pellerin, um 1899

Auguste Pellerin (* 20. Februar 1853 in Paris; † 18. Oktober 1929 in Neuilly-sur-Seine) war ein französischer Unternehmer und Kunstsammler. Er gehörte zu den bedeutendsten Sammlern der Werke von Édouard Manet und Paul Cézanne zu Beginn des 20. Jahrhunderts.

## Leben
Auguste Pellerin erlangte sein Vermögen durch die Herstellung von Margarine. Zu seinem erfolgreichen Unternehmen gehörten Fabriken in Frankreich, England, Deutschland, Dänemark, Schweden und Norwegen. Von 1906 bis zu seinem Tod 1929 fungierte er zudem als norwegischer Generalkonsul in Paris.
Zu Beginn seiner Sammlertätigkeit erwarb Pellerin kunsthandwerkliche Arbeiten aus Porzellan, Fayence oder Objekte aus Glas. Hinzu kamen erste Gemälde von etablierten Malern wie Antoine Vollon und Jean Jacques Henner. Es folgten Arbeiten von Jean-Baptiste Camille Corot und Gemälde der Impressionisten. Hier lag der Schwerpunkt bei Édouard Manet, von dem Pellerin zahlreiche Hauptwerke besaß. 1898 erwarb Pellerin bei Ambroise Vollard sein erstes Werk von Paul Cézanne. Über die Jahre trug er eine beachtliche Sammlung mit mehr als 90 Arbeiten dieses Künstlers zusammen. Cézanne gehörte zu den Künstlern, die der Sammler persönlich kennenlernte, wovon eine um 1899 entstandene Gemäldeskizze mit dem Porträt Pellerins zeugt. Von Henri Matisse stammt ein weiteres Porträt Pellerins. Das 1917 entstandene Gemälde Auguste Pellerin II, 1916, Öl auf Leinwand, 150,2 × 96,2 cm, gehört heute zur Sammlung des Musée National d’Art Moderne im Centre Georges Pompidou. Darüber hinaus war Pellerin mit Auguste Rodin befreundet, der ihn auf Pellerins Landsitz in Neuilly-sur-Seine ebenso besuchte, wie der deutschsprachige Lyriker Rainer Maria Rilke, der um 1905 als Sekretär Rodins arbeitete.
Aufsehen erregte der Verkauf seiner Sammlung von fünfunddreißig Bildern von Édouard Manet am 2. Februar 1910 an ein Konsortium, bestehend aus den französischen Kunsthandlungen Bernheim-Jeune, Durand-Ruel und dem deutschen Paul Cassirer für 1.000.000 Franc, einen Drittel des geschätzten Preises. Viele dieser Bilder, die bei Heinrich Thannhauser in der Modernen Galerie in München zur Ausstellung kamen, gingen an deutsche Sammler und gelangten später in deutsche Museen. Obwohl Pellerin zu Lebzeiten Teile seiner Kunstsammlung bereits wieder verkauft hatte, erbten sein Sohn Jean-Victor Pellerin und seine Tochter, Mme Réne Lecomte, einen umfangreichen Bestand an Gemälden, Zeichnungen und Skulpturen. 1982 überließen die Erben vierzehn bedeutende Werke von Paul Cézanne den staatlichen französischen Museen.

## Werke der Sammlung Pellerin (Auswahl)

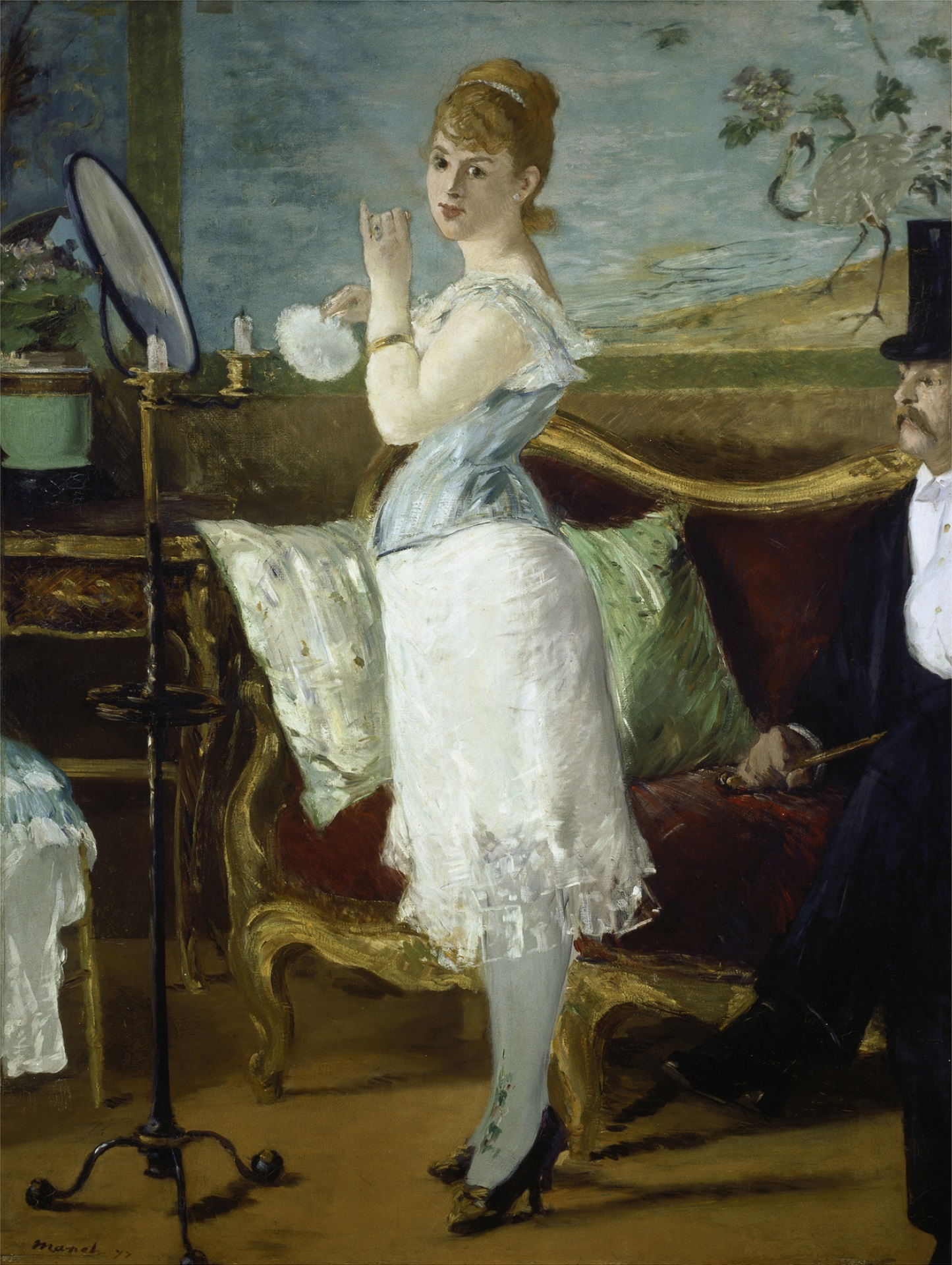
Édouard Manet: Nana, heute: Hamburger Kunsthalle
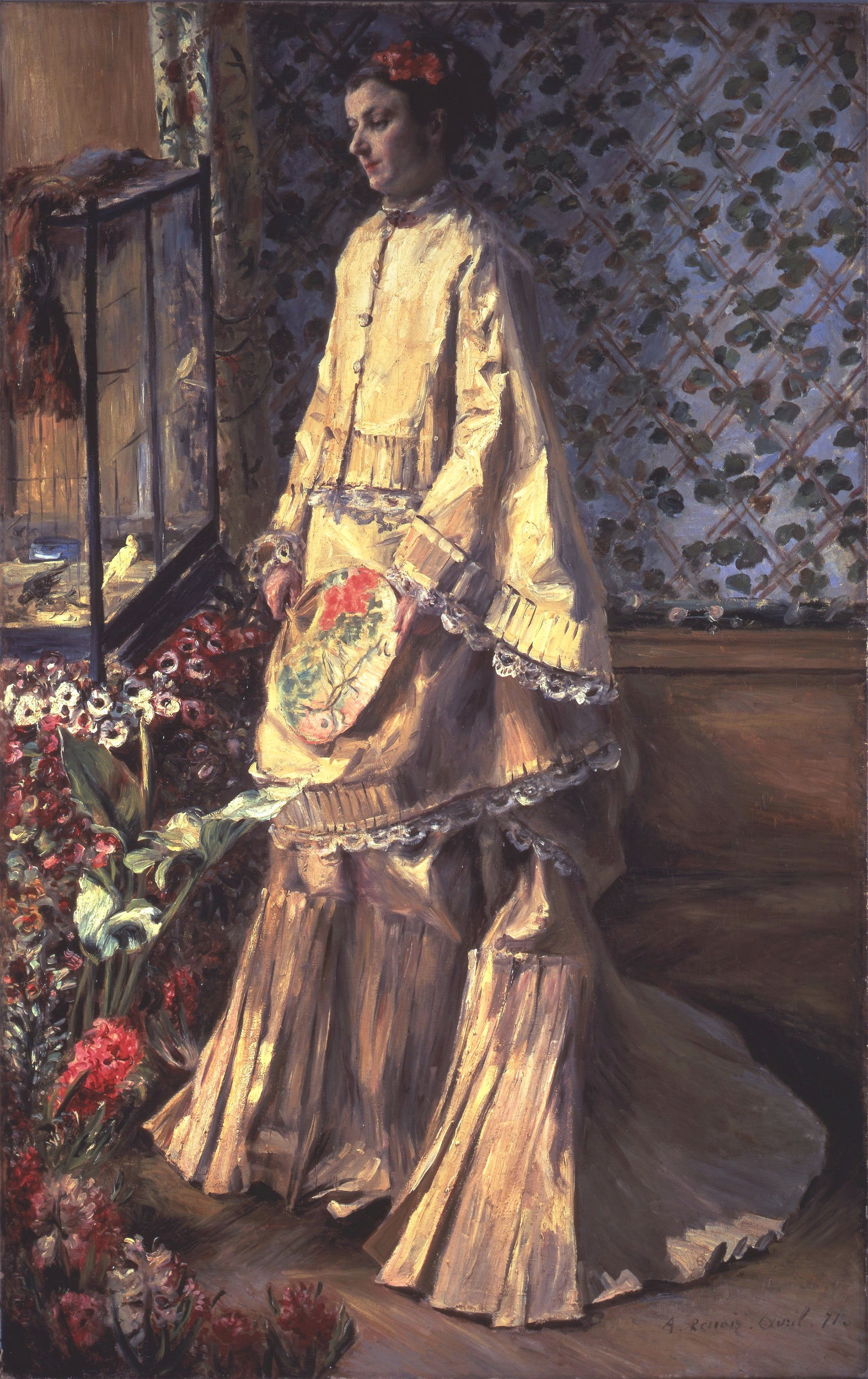
Pierre-Auguste Renoir: Portrait de Rapha Maître II, heute: Privatsammlung
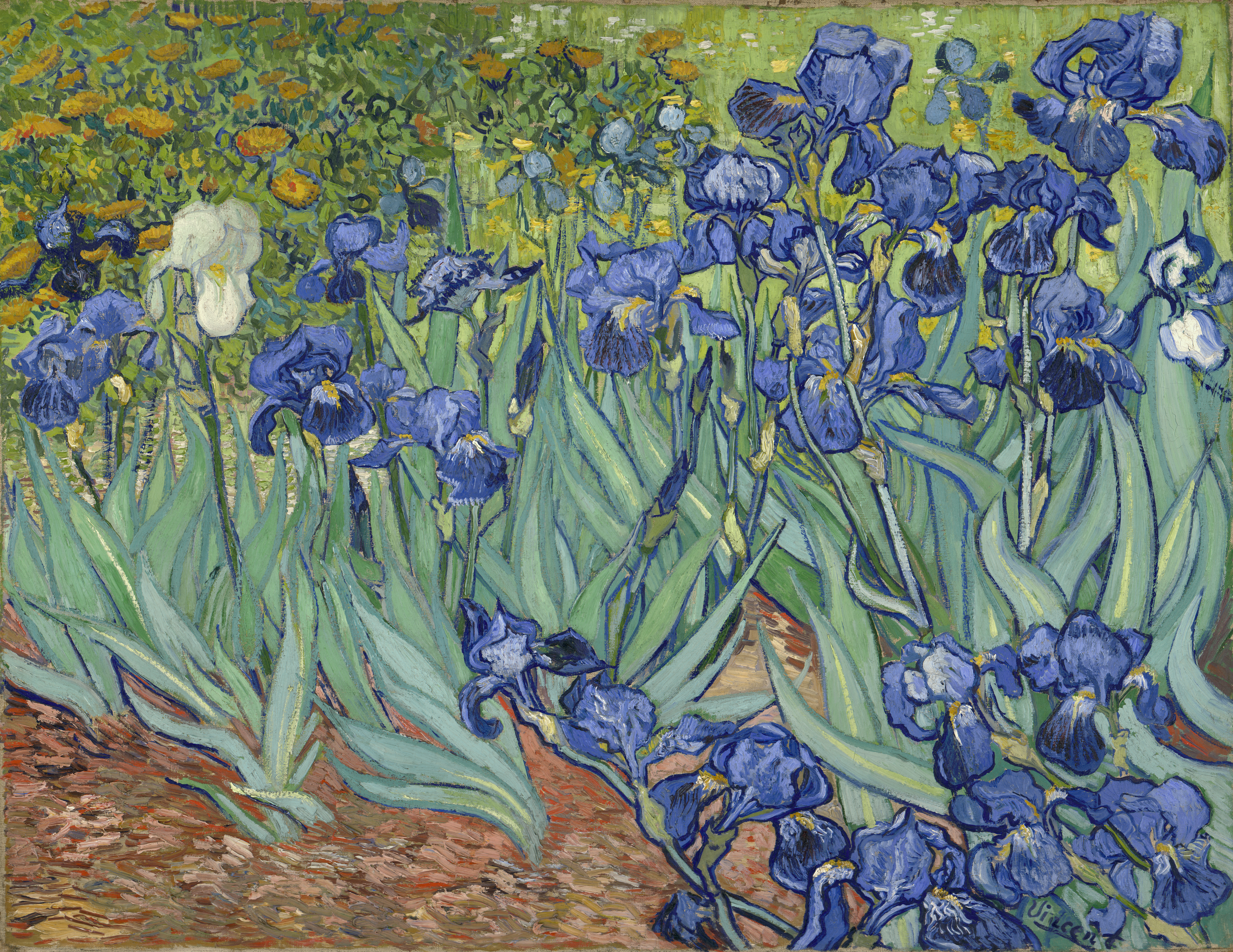
Vincent van Gogh: Schwertlilien, heute: J. Paul Getty Museum, Los Angeles
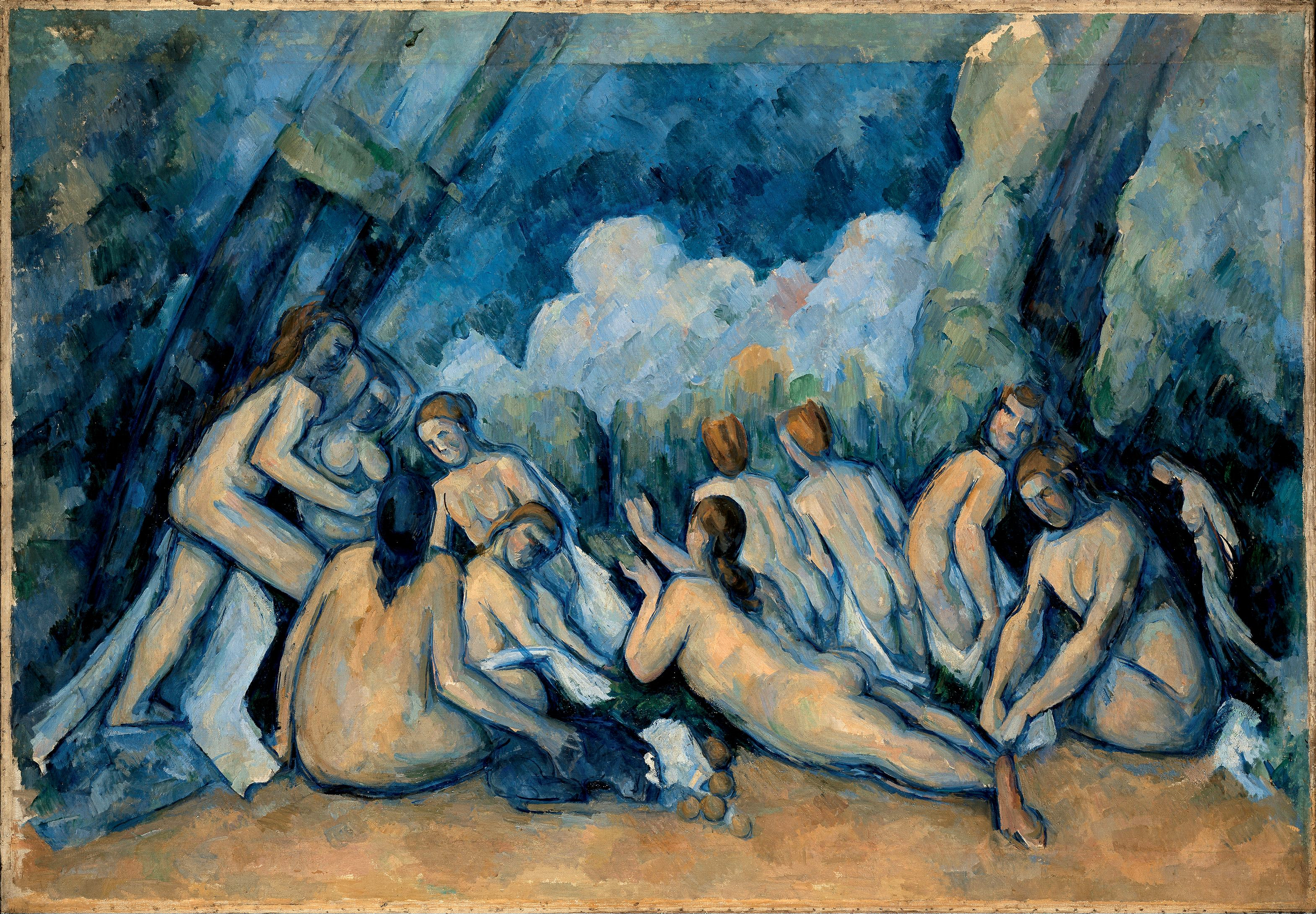
Paul Cézanne: Badende, heute: National Gallery, London